# Zala 421-05
ZALA 421-05 – rosyjski bezzałogowy statek powietrzny (UAV – ang. Unmanned Aerial Vehicle) pionowego startu i lądowania, w układzie śmigłowca, opracowany przez firmę Zala Aero Group.

## Historia
Dron został wprowadzony do użytku w 2008 r. Wersja dopuszczona do użytkowania nosi oznaczenie ZALA 421-05N (ros. Zala 421-05H). Przenoszone przez niego wyposażenie składa się z kamery pracującej w zakresie pasma widzialnego oraz kamery pracującej w podczerwieni. Pozwala to na prowadzenie transmisji wideo w czasie rzeczywistym do naziemnego stanowiska kontroli lotu.
Konstrukcja i osiągi drona pozwalają na jego skryte wykorzystanie do prowadzenia rozpoznania na terenach zurbanizowanych. Charakteryzuje się niską sygnaturą dźwiękową oraz wizualną. Przygotowanie do startu zajmuje niewiele czasu oraz nie wymaga wykwalifikowanego personelu. Ministerstwo Spraw Wewnętrznych Federacji Rosyjskiej użytkowało maszynę do prowadzenia rozpoznania na terenie Kaukazu Północnego w ramach kontroli wydarzeń masowych oraz ruchu drogowego. Doświadczenia z eksploatacji wykazały problemy związane z analogowym systemem przesyłania danych – sygnał zanikał w odległości 3–5 km od stanowiska kontroli.